# Александровское реальное училище (Тюмень)
Алекса́ндровское реа́льное учи́лище в Тюмени (Тюменское реальное училище) — 6-классное среднее учебное заведение, существовавшее в 1879—1919 годах. Оборудование училища американец Д. Кеннан ставил вровень с Массачусетским технологическим институтом в Бостоне.
Среди выпускников — нарком Л. Б. Красин, писатель М. М. Пришвин, оперный певец А. М. Лабинский и другие. Сегодня в здании училища располагается главный корпус Государственного аграрного университета Северного Зауралья.

## История училища

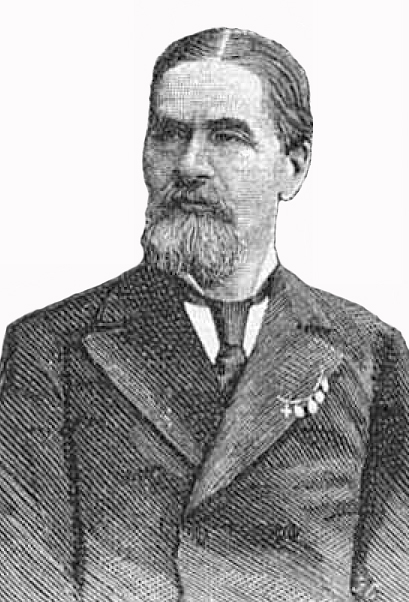
П. И. Подаруев

В ходе ознакомительной поездки в Тюмень в июне 1875 года недавно назначенный генерал-губернатор Западной Сибири Н. Г. Казнаков высказал мысль, что городу необходимо иметь у себя мужскую гимназию. Городской голова — потомственный почётный гражданин, купец 1-й гильдии П. И. Подаруев в присутствии генерал-губернатора выразил желание построить гимназию за свой счёт после приобретения городом места для постройки. Обсудив различные варианты, городская дума поручила П. И. Подаруеву:

<…> ходатайствовать перед правительством об учреждении в гор. Тюмени 6-классного реального училища с 2 отделениями в V и VI классах, основным и коммерческим и высшим дополнительным классом с тремя отделениями — общим, механическим и химико-технологическим, с тем, чтобы открытие первых трёх классов было разрешено по возможности в непродолжительном времени, до постройки дома для реального училища в частном доме.

Высочайшим указом от 25 апреля 1878 года было утверждено мнение Государственного совета об учреждении училища. 15 сентября 1879 года состоялось первое учебное занятие, 18 ноября того же года с дозволения императора Александра II училище получило имя Александровского. Оно стало вторым возникшим на территории Западной Сибири реальным училищем (первое появилось в Томске в 1877 году). Пока здание на Александровской площади не было введено в эксплуатацию, ученики в течение первого учебного года занимались в доме купца Масловского.
Огромную роль в становлении училища сыграл его первый директор Иван Яковлевич Словцов. Его стараниями появились библиотека с фондом хранения около 9 тыс. томов и музей, большинство экспонатов которого принадлежали лично директору. Впоследствии экспонаты у Словцова выкупил купец Н. М. Чукмалдин и подарил их городу, благодаря чему началось формирование Тюменского областного краеведческого музея, выделенного в полностью самостоятельную структуру в 1926 году.

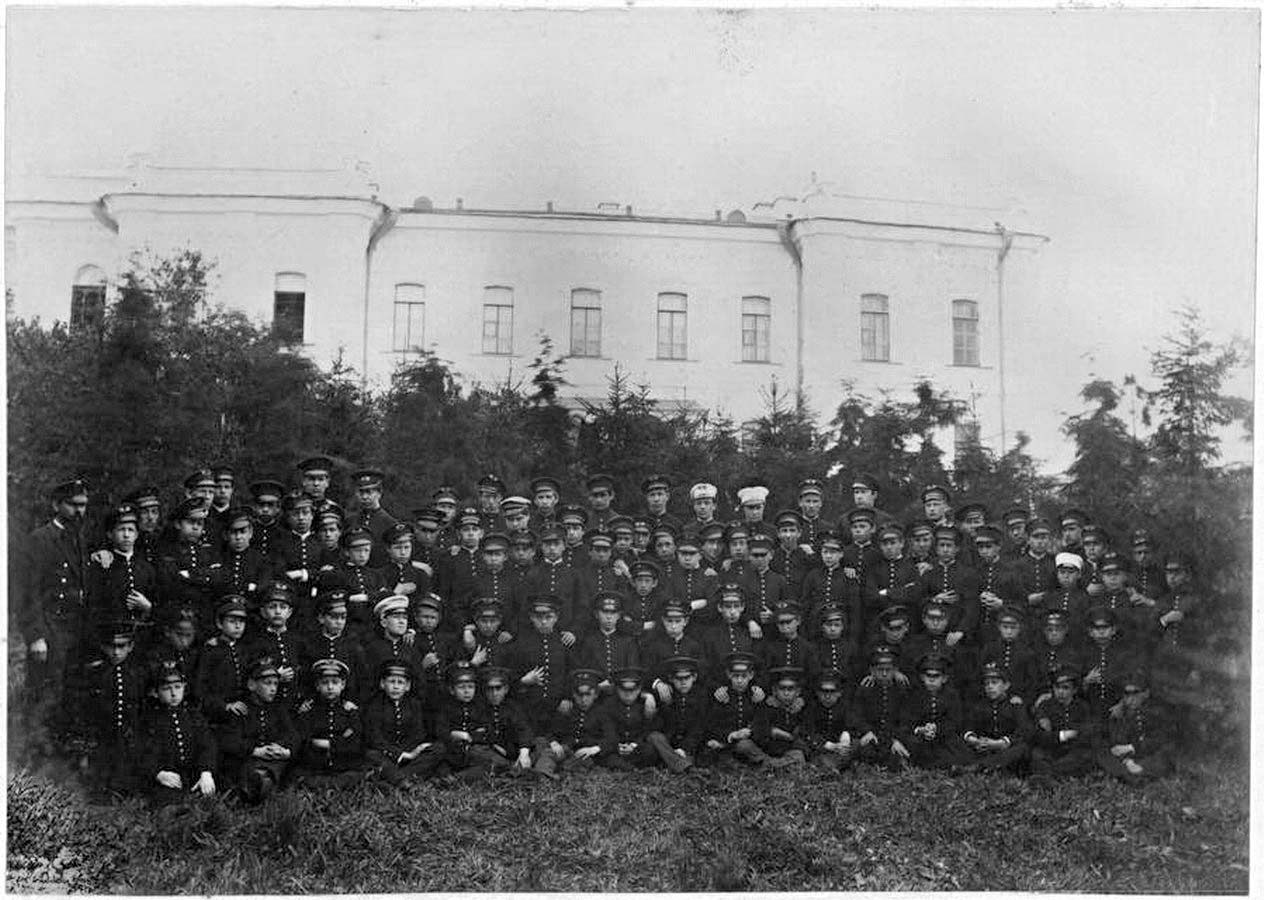
Первые четыре класса в саду училища. 1880-е годы

События революции 1905—1907 годов не оставили учащихся равнодушными. В январе 1906 года они потребовали от педсовета предоставления им права собраний, кружков, союзов, свободного посещения театров, городских библиотек, учреждения касс взаимопомощи учащихся, пополнения учебной библиотеки, отмены обязательного посещения богослужений, уничтожения внеклассного надзора, вежливого обращения со стороны педагогического персонала. В школе, по мнению учащихся, господствовал режим «исправительной колонии», поэтому он должен быть изменён. Учительский персонал согласился со многими требованиями учащихся. Правда, после таких событий директор Словцов подал в отставку и покинул Тюмень. Зато о его сменщике П. А. Ивачёве попечитель Западно-Сибирского учебного округа Л. И. Лаврентьев в 1908 году писал министру, что:

В Тюменском реальном училище директор твёрдый, храбрый, прямой, стойкий. Ему много во всём помогает инспектор, которого я туда назначил из «красных» учителей, в полной уверенности, если этому в высшей степени талантливому и очень симпатичному молодому человеку, недавно женившемуся, дать повышение по службе и обеспечить материально, то он свою «красноту» бросит. Так и оказалось.

В 1919 году училище было закрыто, на его базе создан Тюменский сельскохозяйственный техникум. Библиотека училища пополнила фонды тюменской городской публичной библиотеки (ныне Тюменская областная научная библиотека им. Д. И. Менделеева).

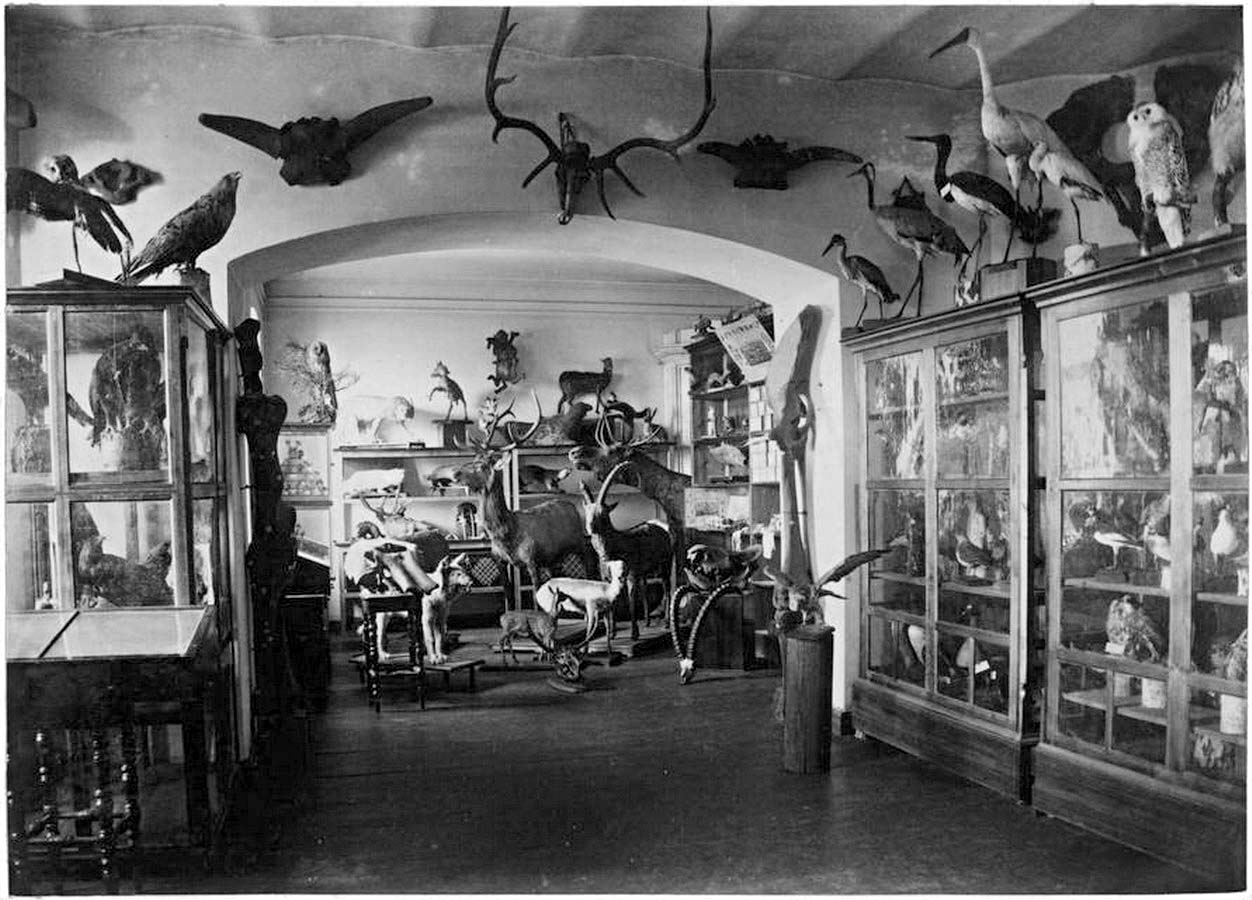
Музей. Коллекции животных и растений
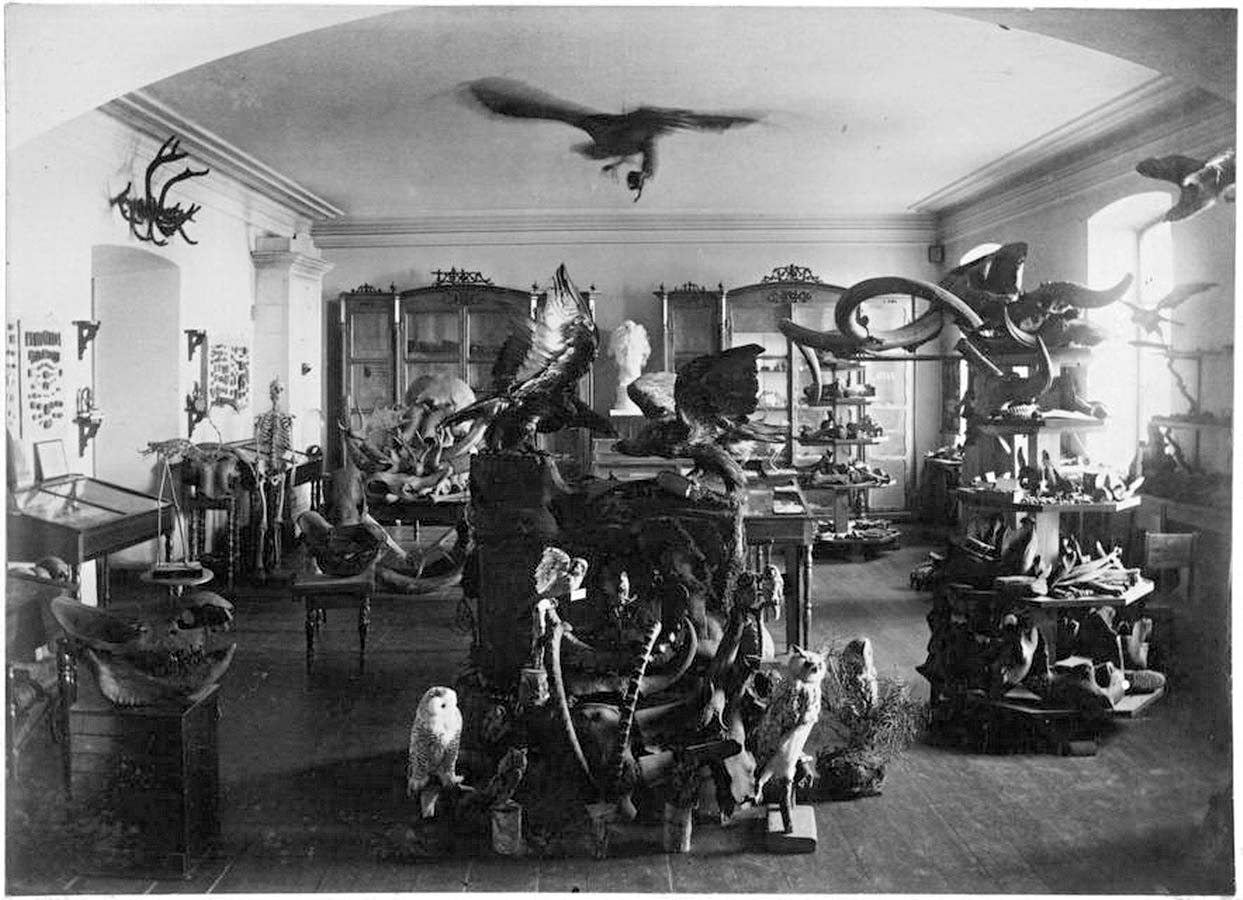
Музей. Коллекции палеонтологическая и археологическая
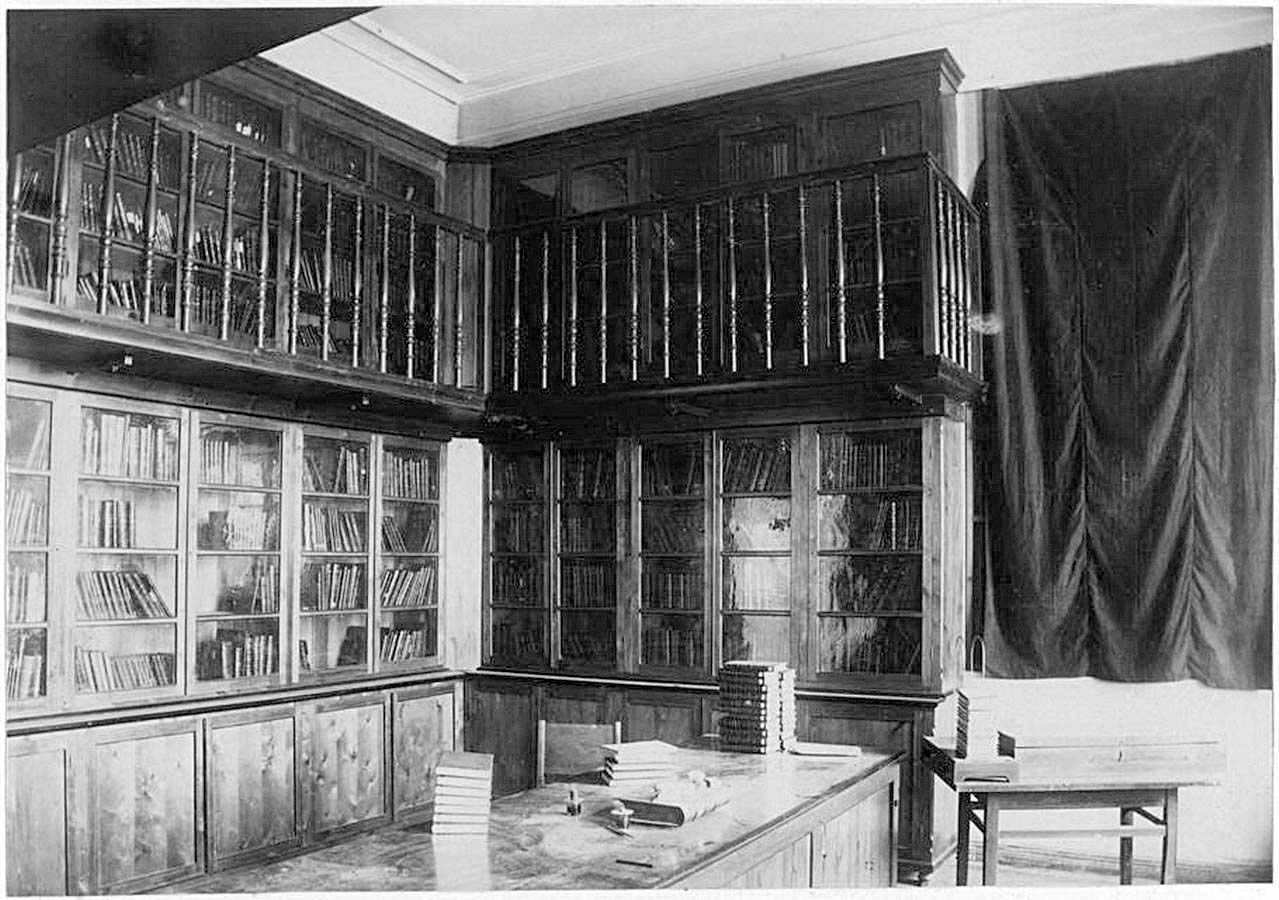
Библиотека

## Обучение

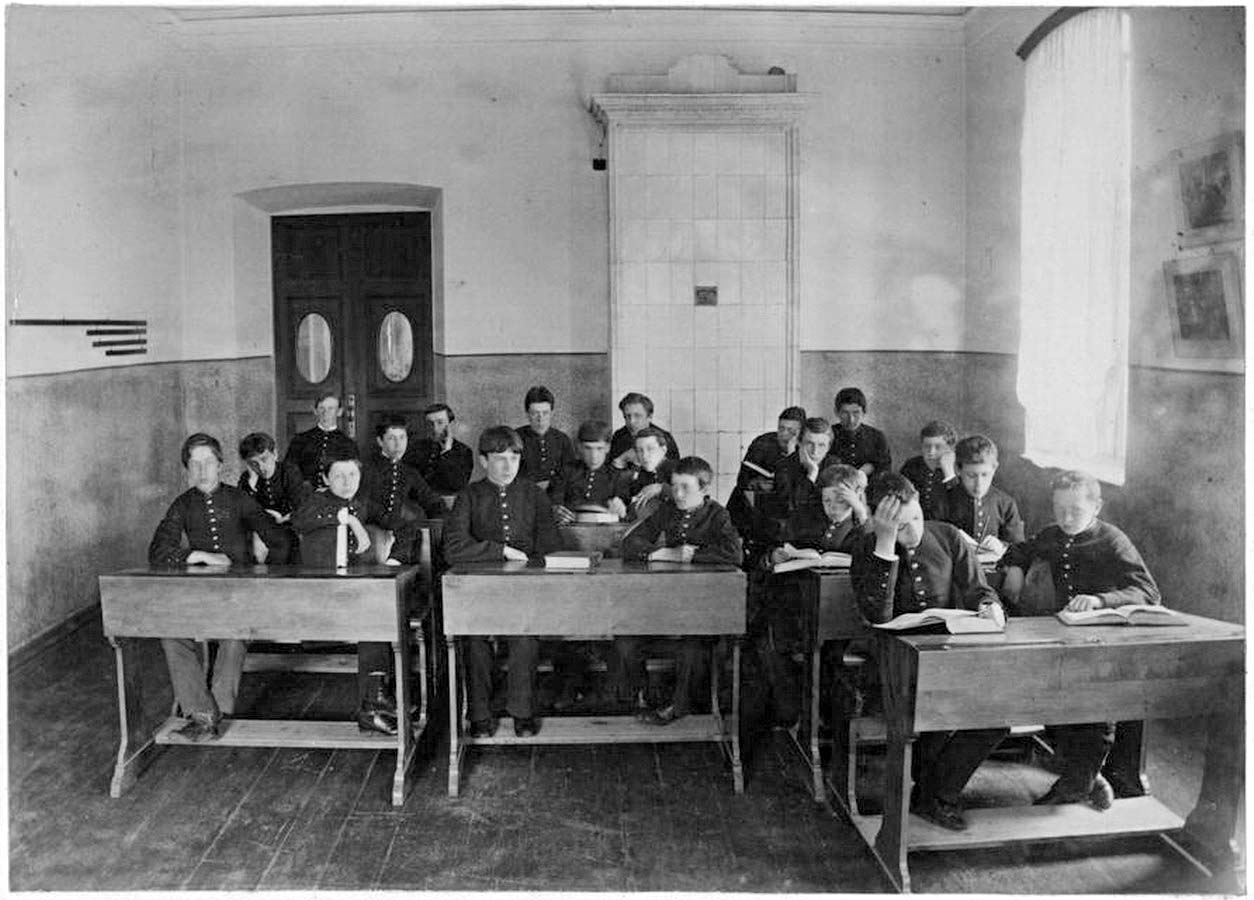
Учебный класс во время занятия. 1880-е годы

Училище первоначально относилось к ведению Министерства народного просвещения, с 1885 года передано Западно-Сибирскому учебному округу.
Обучение проходило в 6 классах, из них в I—IV давали общее образование, начиная с V класса дополнительно к основному отделению первое время было ещё коммерческое. Также первоначально существовал дополнительный VII класс с химико-технологическим и механическим отделениями. Впоследствии дополнительные отделения были закрыты: в 1886 году коммерческое, в 1889 году химико-технологическое отделение и дополнительный VII класс, в 1893 году вместо механического отделения организован приготовительный класс.
В 1884 году при училище возникла метеостанция второго разряда, в 1896 году по инициативе преподавателей П. И. Перешивалова и Н. В. Кузьмина открыты воскресные курсы по черчению, физике и рисованию для всех желающих. Так, в рисовальном классе в 1897—1904 годах занимался первый директор Тюменского областного краеведческого музея П. А. Россомахин. По субботам директор Словцов читал для учащихся и горожан публичные лекции по истории искусств.
Занятия проводились в более чем 20 классных комнатах и специально оборудованных кабинетах — естественно-историческом, черчения, механическом, лабораториях (клинической и физической), залах (рисования и гимнастическом), столярной мастерской.
Курс обучения включал в себя: Закон Божий, русский язык, немецкий и французский языки, тригонометрию, физику, географию, историю гражданскую и естественную, рисование, законоведение. Преподаватели по ряду предметов могли выбрать учебники и учебные пособия по своему усмотрению. Например, автором учебников «Обозрение Российской истории сравнительно с важнейшими государствами» и «Краткая физическая география» был директор Словцов.
Преподавательский коллектив при И. Я. Словцове состоял из 12 человек. Инспектором училища (помощником директора) был выпускник Санкт-Петербургского университета А. Я. Силецкий, классным надзирателем работал кандидат того же университета А. Д. Петров (он также руководил метеостанцией). Закон Божий преподавал выпускник Тобольской семинарии И. П. Лепёхин, математику вели кандидат Санкт-Петербургского университета П. Г. Захаров и выпускник Харьковского университета П. И. Перешивалов, историю и географию преподавал выпускник Московского университета И. Ф. Виноходов, чистописание и рисование вёл выпускник Строгановского училища технического рисования Н. В. Кузьмин. Преподаватель немецкого языка Я. И. Миллер окончил Саратовское реальное училище, а Ф. Л. Кауфман получал навыки учителя немецкого и французского языков в Боннском и Брюссельском университетах.
Обучение являлось платным, но изначально были учреждены по 10 стипендий имени Н. Г. Казнакова и П. И. Подаруева для помощи талантливым ученикам. 19 марта 1881 года при училище учреждено Братство Св. Благоверного Великого князя Александра Невского для помощи учащимся всех учебных заведений Тюмени. В одних случаях братство вносило плату за обучение талантливых детей из бедных семей, в других обеспечивало учащихся едой, одеждой, учебными пособиями и т. д.

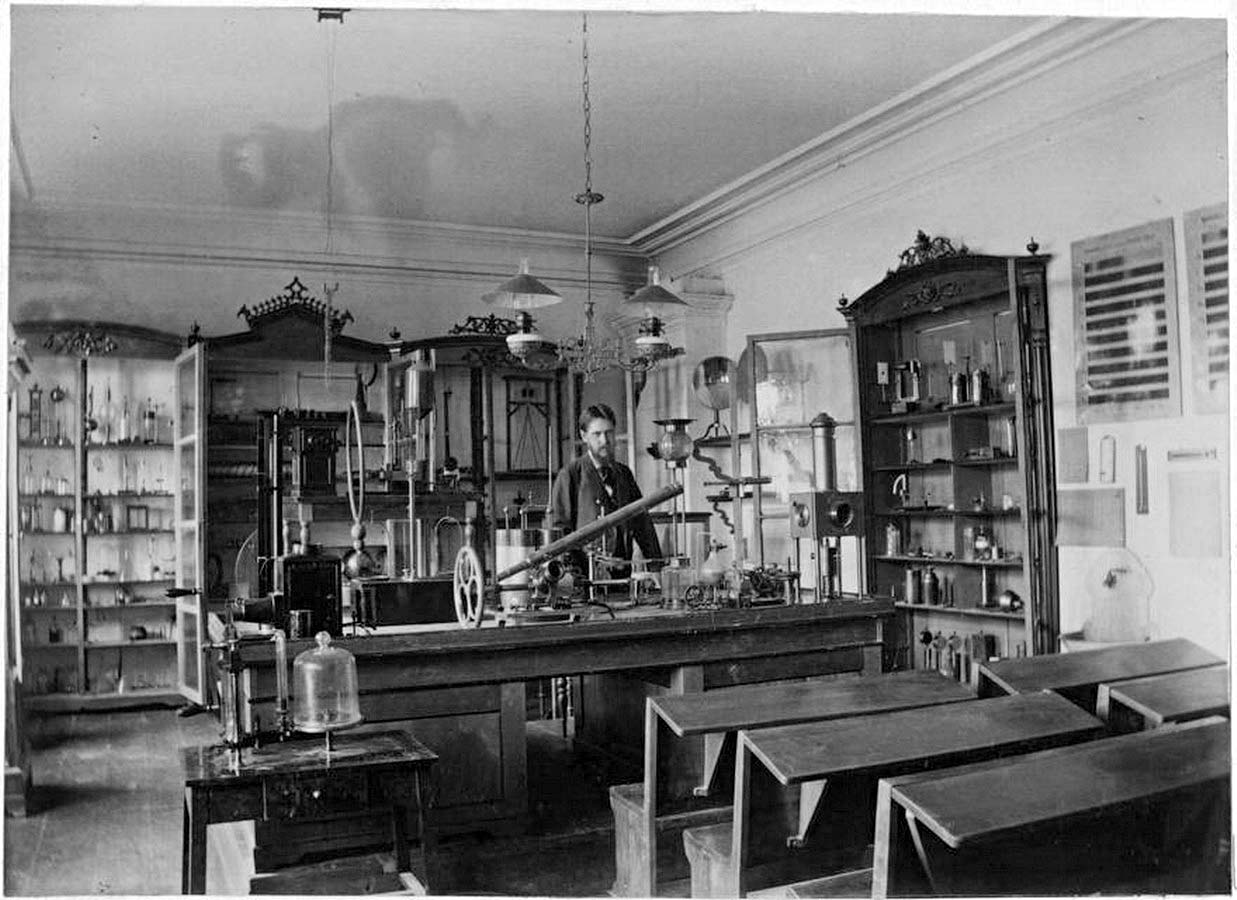
Физический кабинет
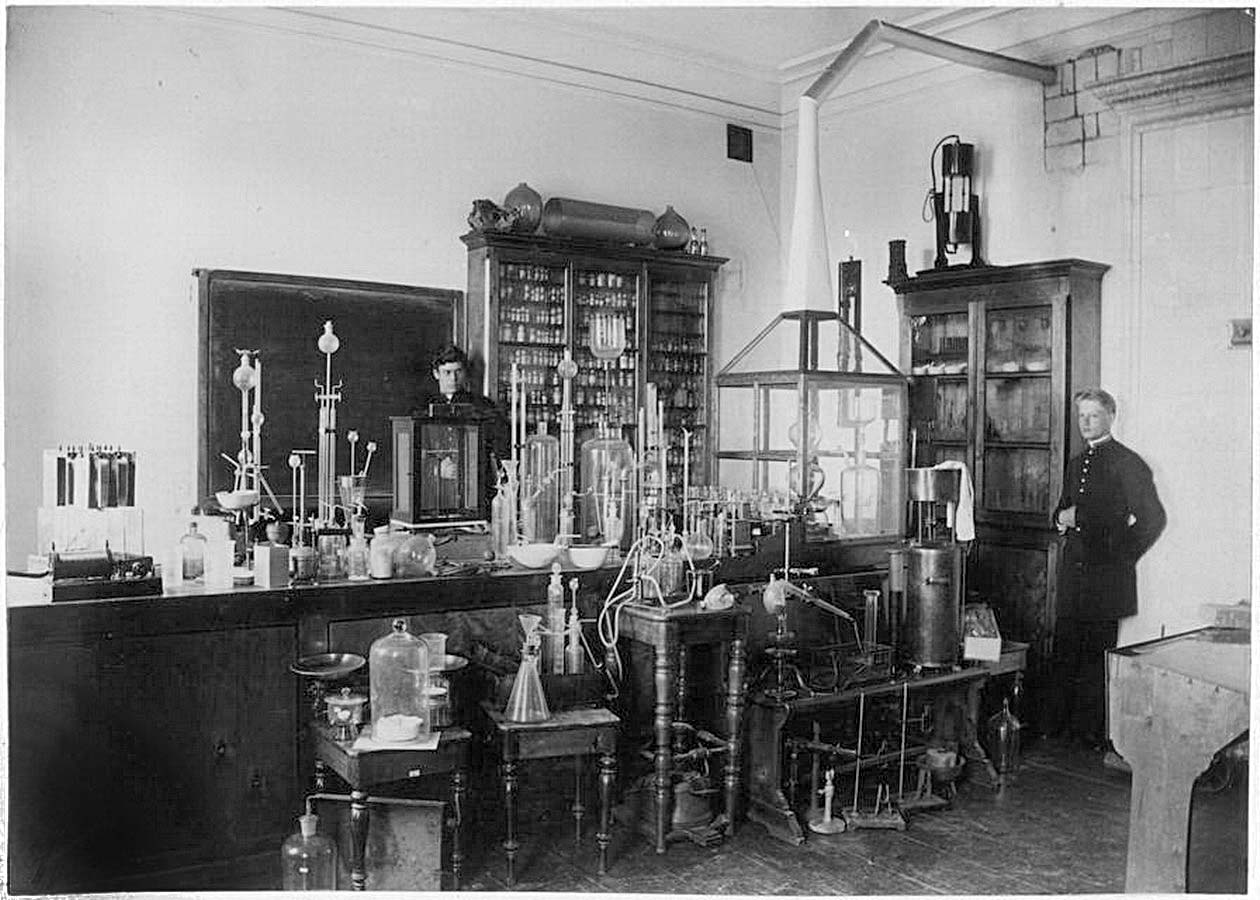
Химическая лаборатория
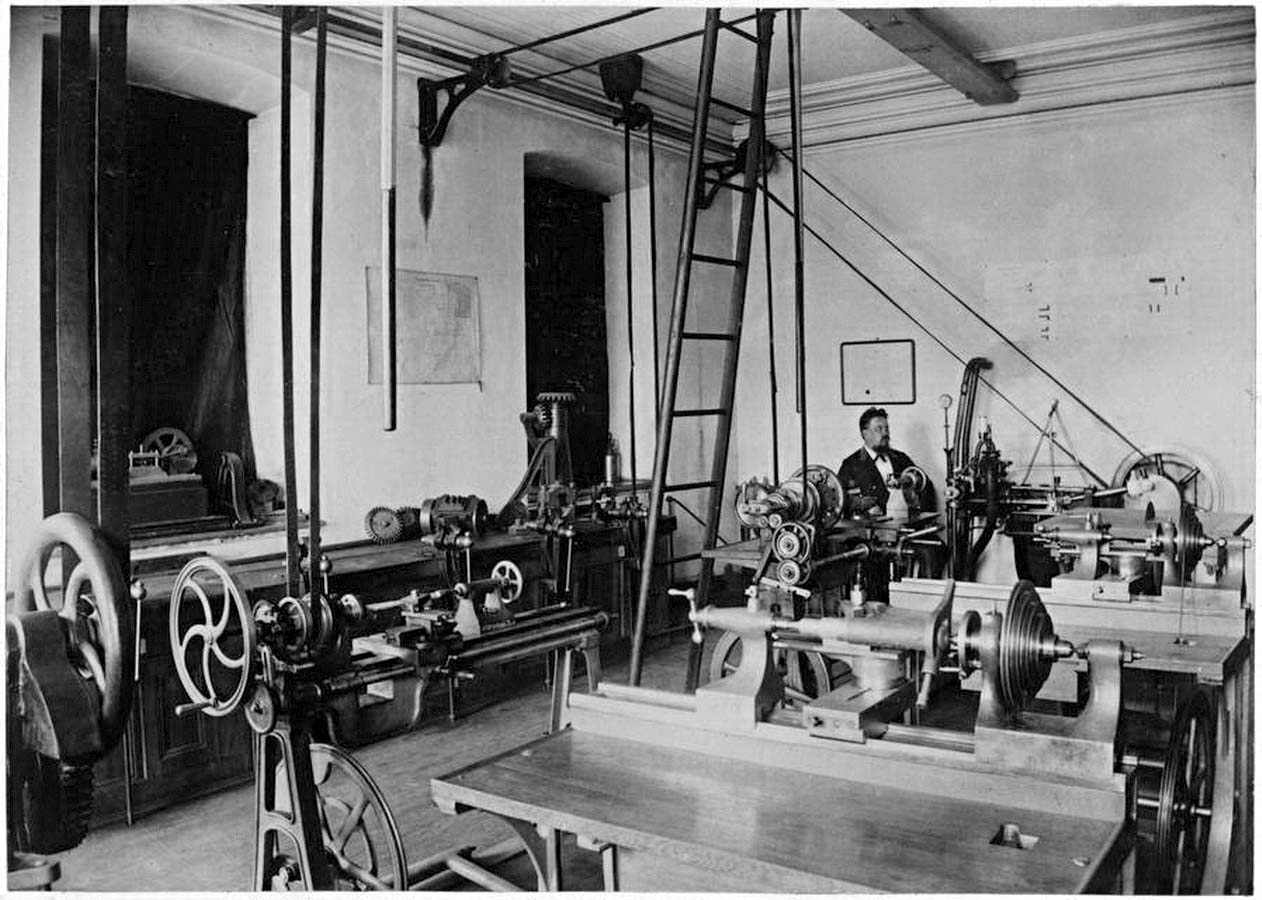
Механический кабинет
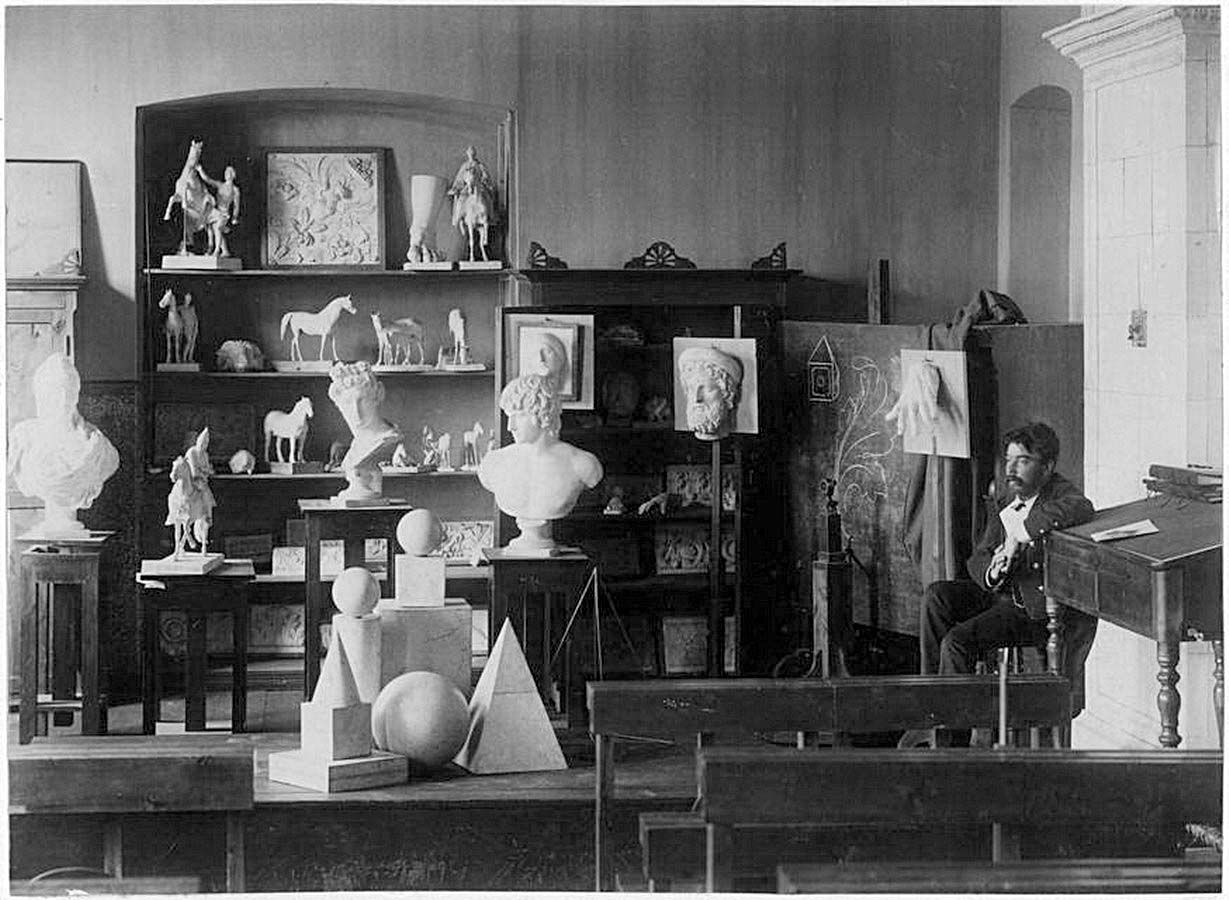
Рисовальный класс

## Здание училища

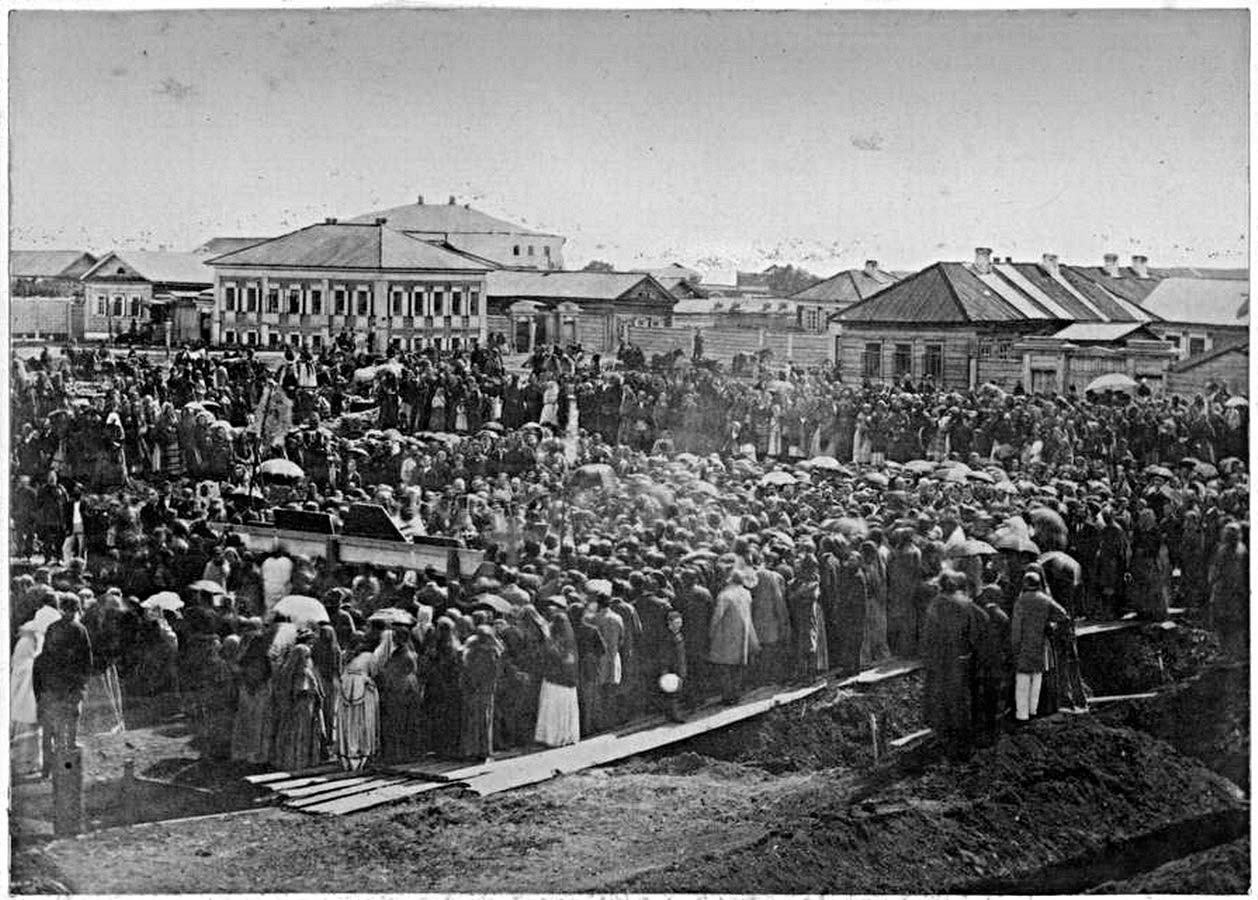
Закладка здания училища. 31 мая 1877 года

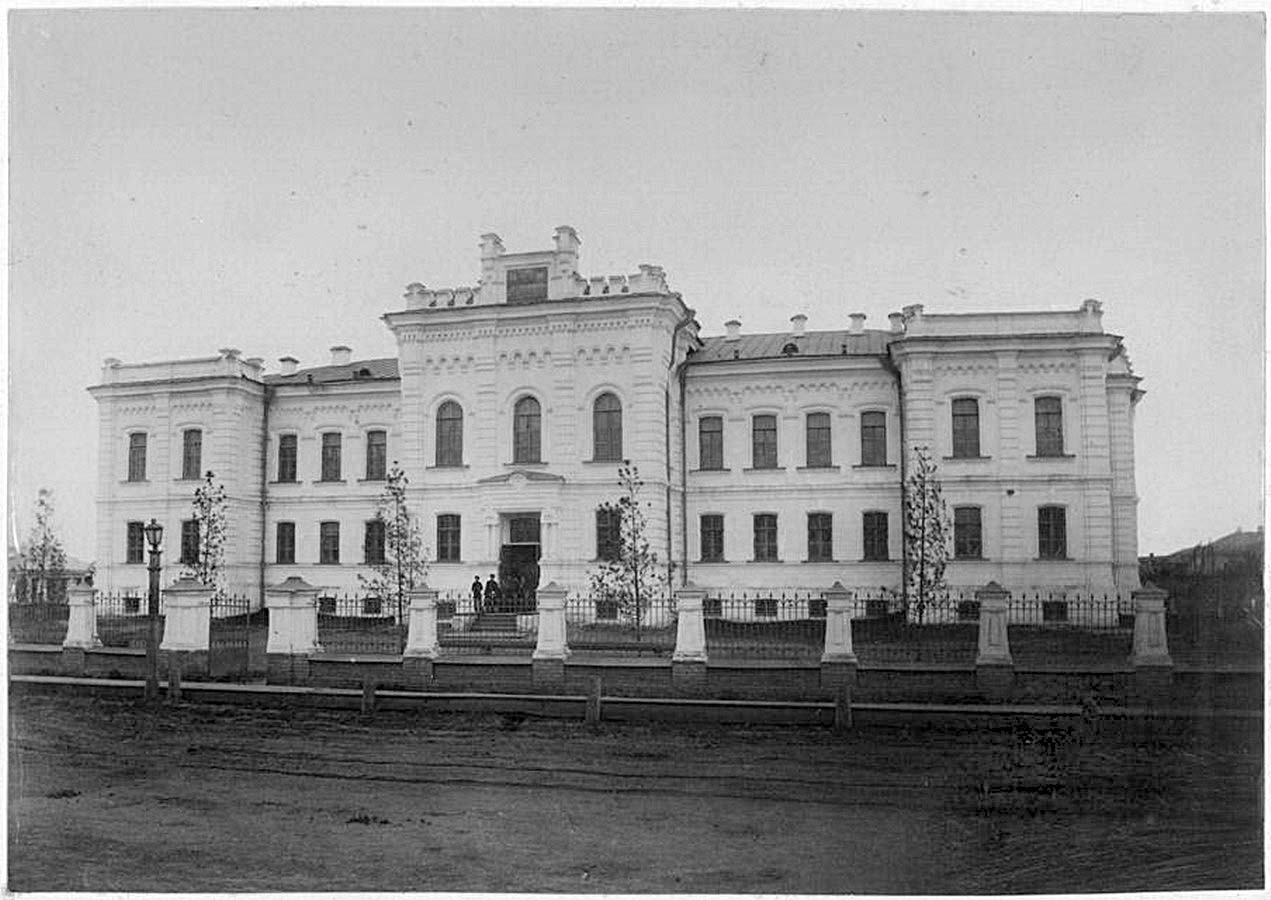
Здание училища в 1880-х годах

Строительство здания началось 31 мая 1877 года, в день 40-летней годовщины посещения Тюмени наследником российского престола великим князем Александром Николаевичем, в честь которого училище и получило своё название. Здание было возведено на Александровской площади (ныне площадь Борцов революции), угол улиц Царской (ныне ул. Республики) и Телеграфной (ныне ул. Красина, названная в честь одного из знаменитых выпускников училища).
Стиль здания относится к эклектическому. Проект архитектора Санкт-Петербургского университета, классного художника первой степени Е. С. Воротилова был утверждён тобольским губернатором В. А. Лысогорским 5 сентября 1877 года, а 31 августа 1880 года здание приняли в эксплуатацию. Строительство обошлось ставшему к тому времени тюменским городским головой П. И. Подаруеву по разным оценкам от 135 до более 200 тыс. рублей.
После закрытия училища в 1919 году здание занимал Тюменский сельскохозяйственный техникум, с 1959 года здание занимает Государственный аграрный университет Северного Зауралья (до 1995 года назывался Тюменским сельскохозяйственным институтом, до 2012 года Тюменской государственной сельскохозяйственной академией).
С 19 июля 1941 года по март 1945 года на втором этаже здания в аудитории 15 располагалось тело В. И. Ленина, за его сохранность отвечал профессор Б. И. Збарский.
В качестве памятника истории здание отнесено к числу объектов культурного наследия регионального значения.

## Персоналии

### Директора

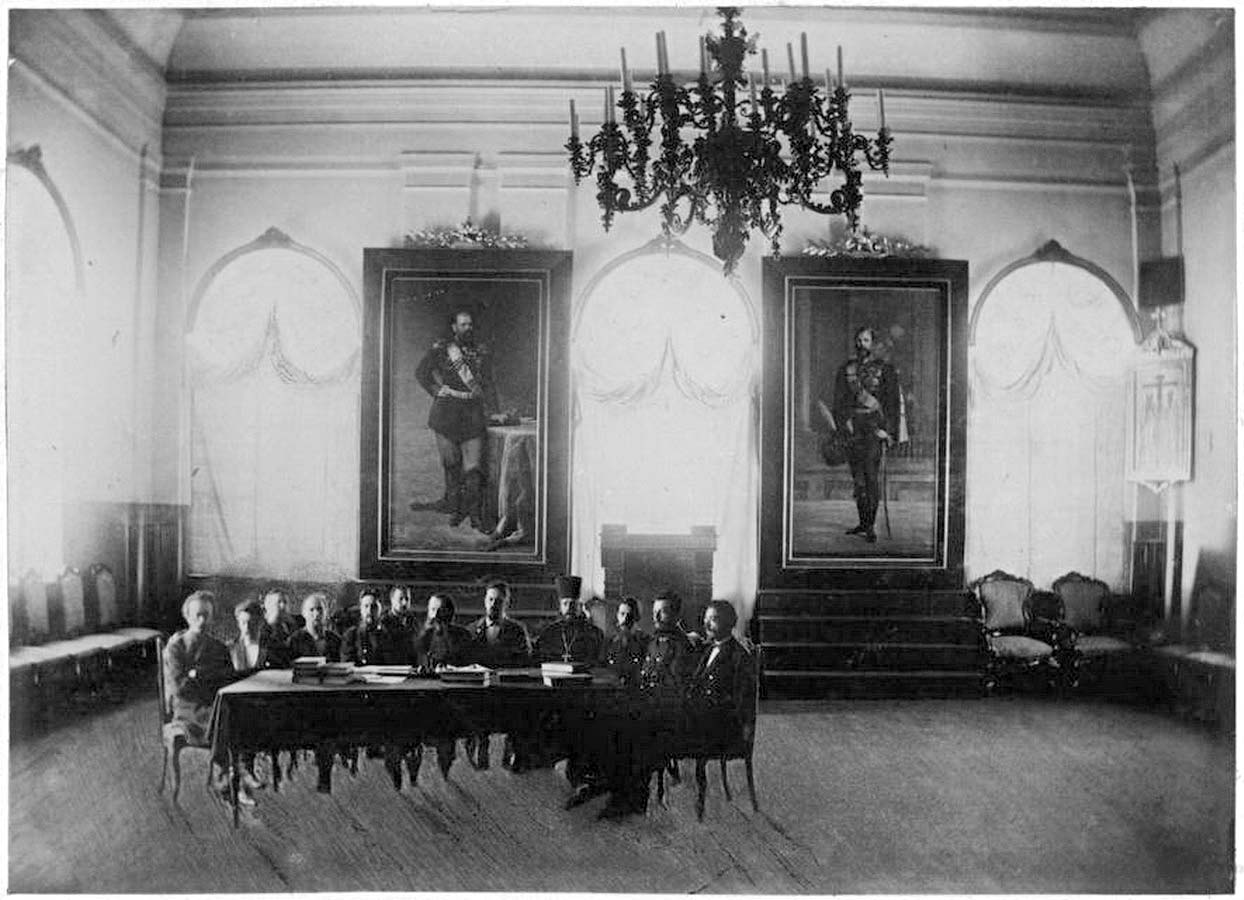
Преподавательский состав в актовом зале

- Словцов, Иван Яковлевич, 18 августа 1879—1906
- Ивачёв, Пётр Андреевич, 1906—1915
- Барсов, Борис Петрович, 1916—1919

### Известные преподаватели
- Головачёв, Пётр Михайлович (1893—1895 годы) — публицист-областник, приват-доцент по кафедре русской истории Московского университета

### Известные выпускники
- Бронников, Николай Николаевич (1919 год) — основатель Салехардского окружного драматического театра.
- Высоцкий, Николай Константинович — геолог, в честь которого назван минерал высоцкит[14].
- Карнацевич, Станислав Иосифович (1908 год) — врач, почётный гражданин города Тюмени.
- Колокольников, Виктор Иванович (1889 год) — директор тюменского частного коммерческого училища Колокольниковых (1912—1919), основатель и директор 1-го Русского реального училища в Харбине.
- Колокольников, Владимир Васильевич — политический и общественный деятель, член Государственной Думы Российской Империи II созыва от Тобольской губернии.
- Колокольников, Степан Иванович — предприниматель, член Государственной Думы Российской Империи I созыва от Тобольской губернии.
- Красин, Герман Борисович (1888 год) — первый директор Государственного института сооружений, член-корреспондент Академии архитектуры СССР.
- Красин, Леонид Борисович (1887 год) — советский политический деятель.
- Лабинский, Андрей Маркович — оперный и камерный певец, солист Мариинского и Большого театров, преподаватель Московской консерватории.
- Пришвин, Михаил Михайлович (1893 год) — писатель.
- Россомахин, Павел Афанасьевич (1905 год) — первый директор Тюменского областного краеведческого музея.
- Словцов, Борис Иванович (1886 год) — биохимик, директор Государственного института экспериментальной медицины.

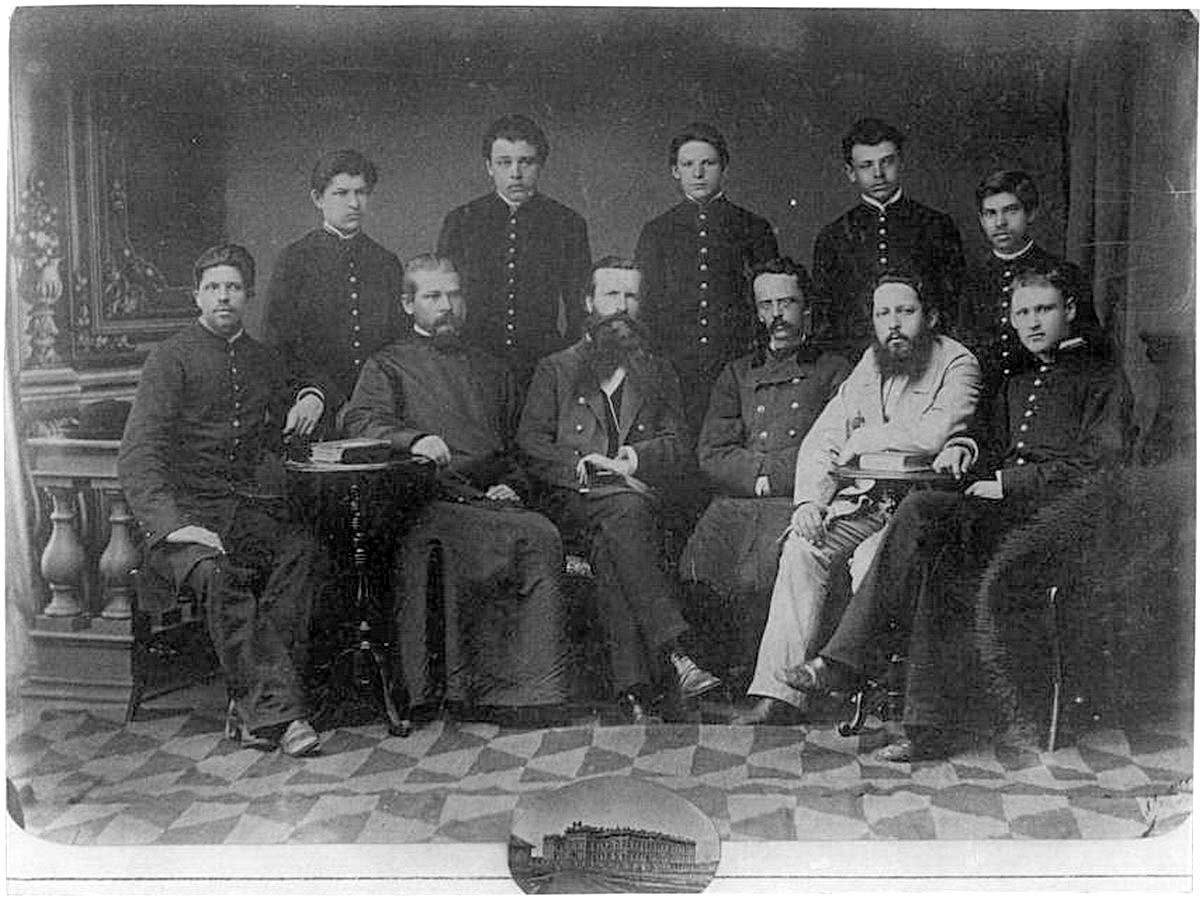
1-й выпуск, 1884 год
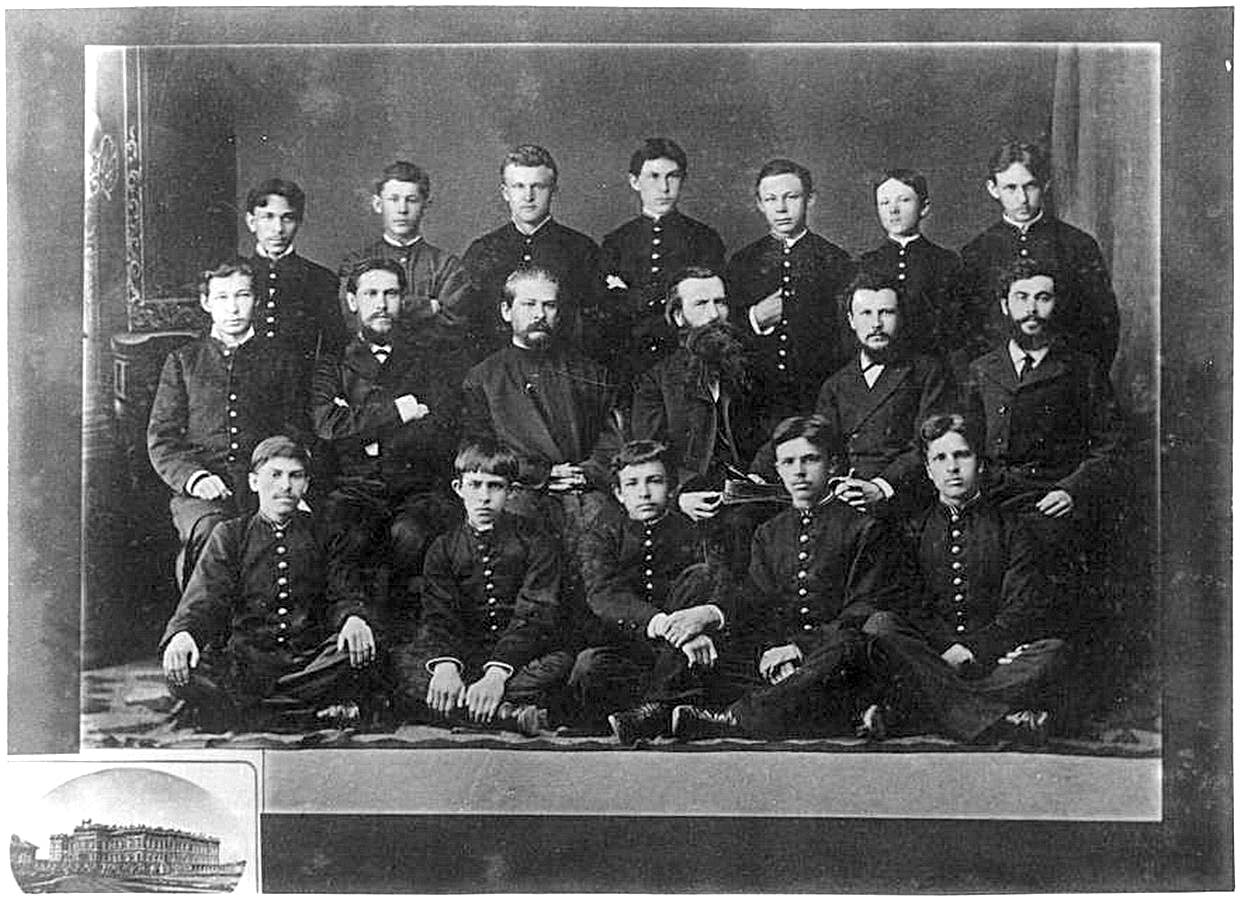
2-й выпуск, 1885 год
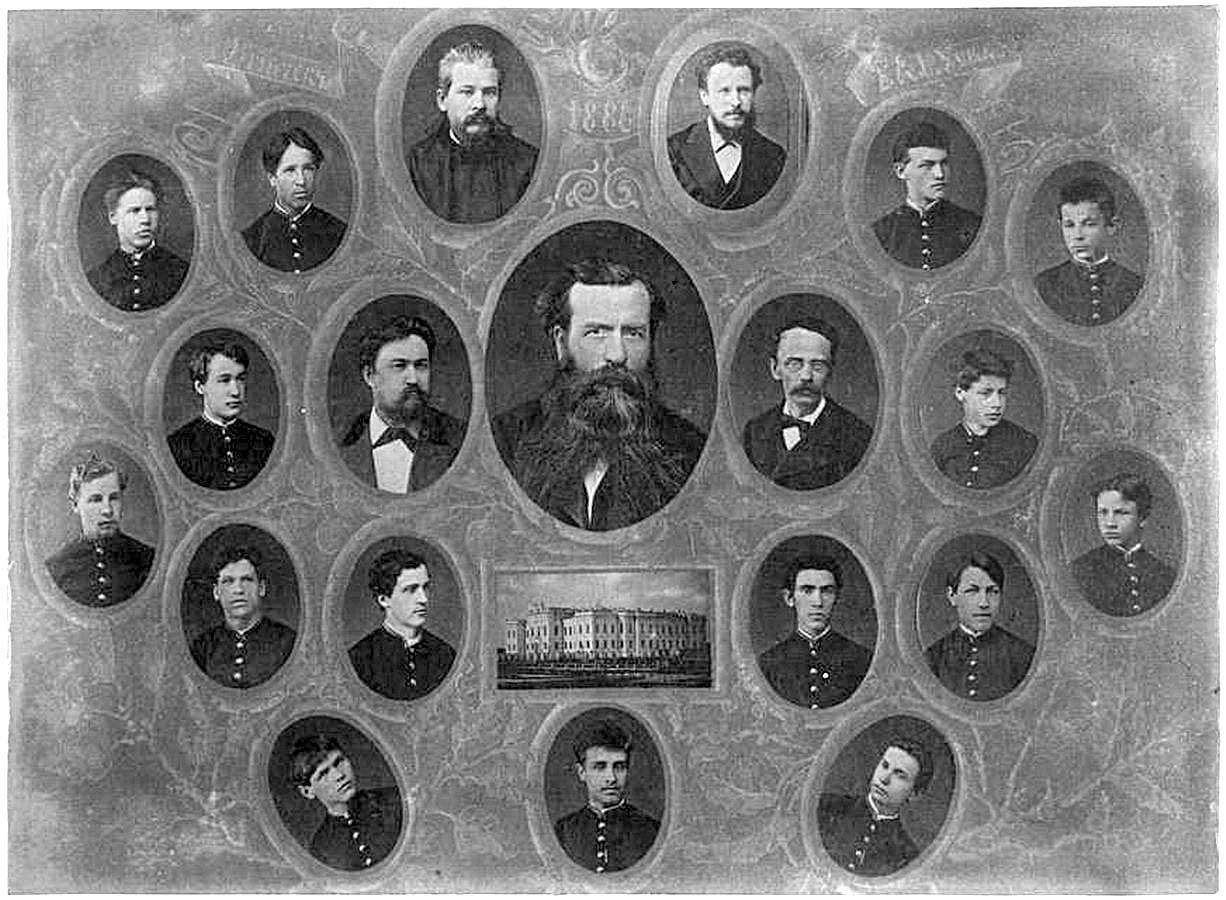
3-й выпуск, 1886 год
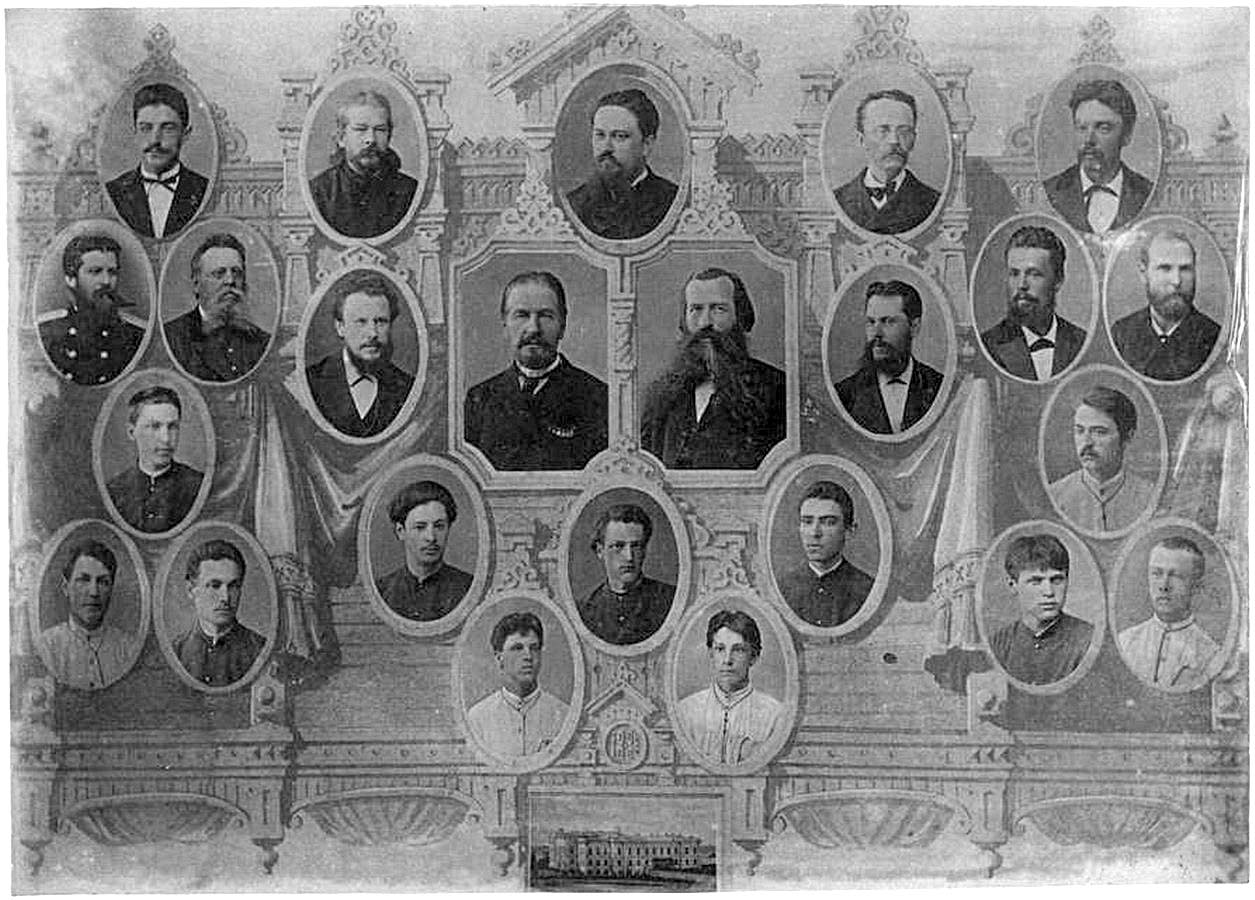
4-й выпуск, 1887 год
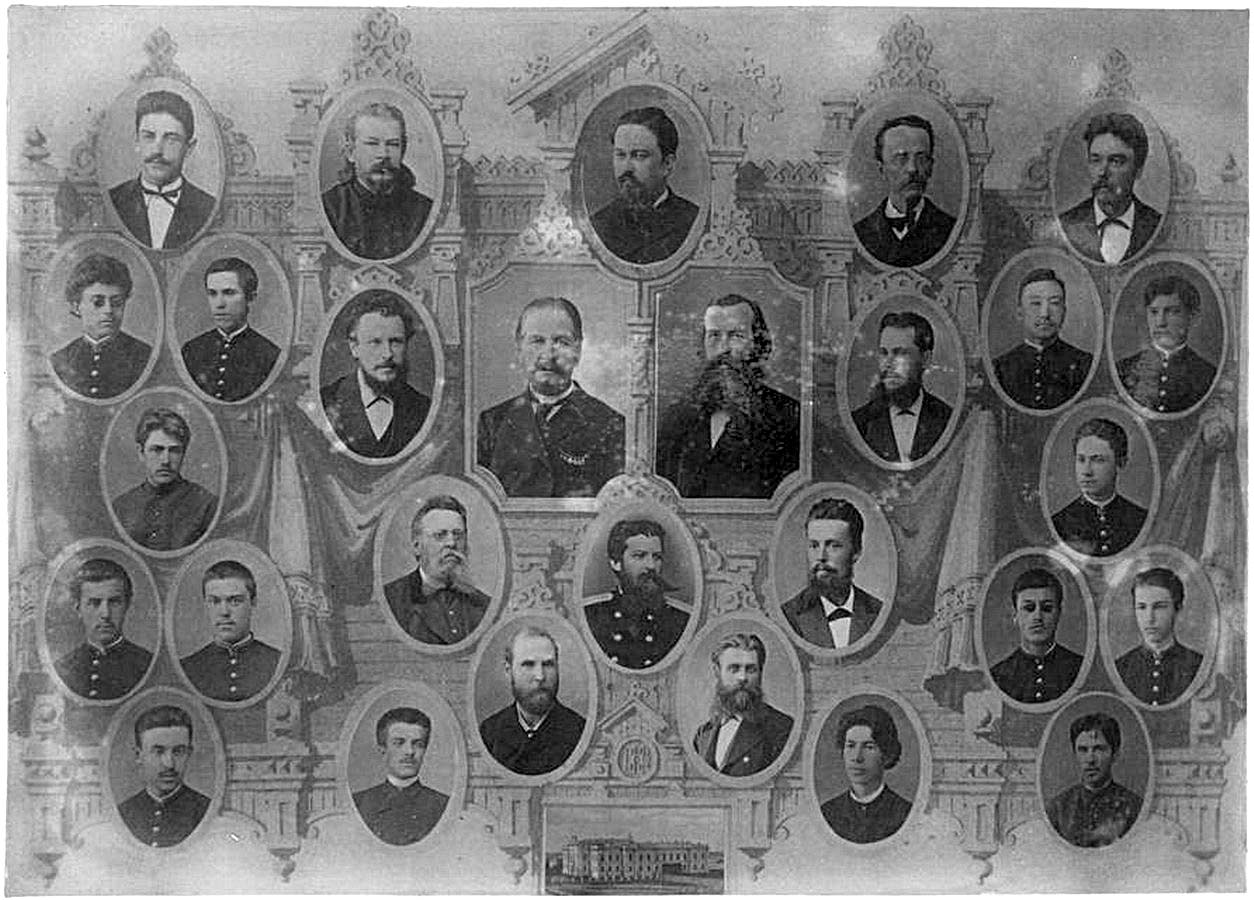
5-й выпуск, 1888 год

## Отзывы
Интересен отзыв американского путешественника Д. Кеннана в книге «Siberia and the Exile System» об училище времён Словцова (1885 год):

<…> учебное заведение представляет собой научно-технологическую школу наподобие Технологического института в Бостоне. Оно занимает самое большое и красивое здание в городе — солидный двухэтажный особняк из кирпича, крытый белой штукатуркой, по размерам почти вдвое больший, чем резиденция президента в Вашингтоне. Здание это было возведено и оборудовано всем необходимым на средства одного богатого и патриотически настроенного тюменского купца и обошлось ему в 85 000 долларов. Это его дар городу.

Такую школу едва ли где найдёшь в Европейской России, не говоря уже о Сибири; собственно, если поискать и подальше, то такую школу не найдёшь даже в Соединённых Штатах. В ней есть механическое отделение с паровой машиной, токарными станками и различными инструментами; физическое отделение, снабжённое точными приборами, включающими даже телефоны системы Белла, Эдисона и Долбеара и фонограф; химическая лаборатория, оборудованная столь совершенно, что ничего подобного я прежде не видел, если не считать Бостонский технологический институт; отделение рисования и черчения; хорошая библиотека и прекрасный музей — в последнем среди прочего хранятся 900 видов полевых цветов, собранных в окрестностях города. Словом, подобной школой мог бы гордиться любой город такой же величины в Соединённых Штатах.